# Adelina Agostinelli
Adelina Agostinelli (23. November 1882 in Verdello, Provinz Bergamo – 6. Juli 1954 in Buenos Aires) war eine italienische Opernsängerin der Stimmlage Sopran, die insbesondere in den Bühnenwerken von Giuseppe Verdi, Giacomo Puccini und Umberto Giordano große Erfolge hatte. In späten Jahren wirkte sie als Gesangspädagogin.

## Leben und Werk
Adelina Agostinelli studierte in Mailand bei dem Tenor Giuseppe Quiroli, den sie später heiratete. Ihre künstlerische Laufbahn begann 1903 am Teatro Fraschini von Pavia in der Titelpartie der Oper Fedora von Umberto Giordano. Es schlossen sich Auftritte in Livorno (September 1903, Titelpartie in La traviata), Neapel, Bari und Turin an.
Es folgten Reisejahre und Auftritte in Südamerika, im Nahen Osten, in nahezu ganz Europa und an vielen Bühnen Italiens. Rollen waren die Adina in L’elisir d’amore und die Norina in Don Pasquale, die Titelpartien in Aida und in La Gioconda, die Santuzza in Cavalleria rusticana und nahezu überall die Mimì in La Bohème, Auftrittsorte waren unter anderem Alexandria, Amsterdam, Antwerpen, Athen, Brüssel, Charkiw, Lüttich, Malaga, Malta, Marseilles, Nîmes, Palma de Mallorca, Patras, Rio de Janeiro, Santiago de Chile und Smirne.
Ab 1906 gastierte sie in Mittel- und Südamerika (Chile, Mexiko, Kuba). 1908 trat sie erstmals in Argentinien auf, zunächst am Teatro Coliseo. In der Spielzeit 1908/09 debütierte sie am Teatro Colón, an dem sie in den Folgejahren im Laufe mehrerer Spielzeiten auftrat. Sie sang dort Mimì, Nedda sowie in den Erstaufführungen der Opern Thais und La fanciulla del West. 1910/11 übernahm sie am Teatro Colon die Doppelrolle Margherita/Elena in Mefistofele. 1911 sang sie am Teatro Colon zum Verdi-Gedenkjahr die Elisabetta in Don Carlos. An ihrem Stammhaus, dem Teatro Colón, sang sie neben ihren Standardpartien von Belcanto bis Verismo auch einige Rollen in deutschen und russischen Werken, beispielsweise die Eva in Die Meistersinger von Nürnberg und die Xenia in Borís Godunow.
In den Jahren 1908 bis 1910 war sie auch am Manhattan Opera House von New York verpflichtet. Ihre Interpretation der Arie „Suicidio“ aus dem vierten Akt von La Gioconda, einer Oper von Amilcare Ponchielli, wurde mit stürmischem Applaus bedacht.
Im Dezember 1910 sang sie am Teatro alla Scala die Amelia in Simon Boccanegra, an der Seite des berühmten Baritons Mattia Battistini. Im März 1911 kehrte sie an die Mailänder Scala zurück – als Marschallin in der italienischen Erstaufführung des Rosenkavaliers. 1912 feierte sie Erfolge in Mailand, Paris und London. Sie gastierte am Théâtre des Champs-Élysées in Mefistofele an der Seite von Fedor Schaljapin und als Manon am Covent Garden Opera House. Am 23. November 1912 stand sie als Amelia in Un ballo in maschera gemeinsam mit Amador Famadas (1889–1962) und Riccardo Stracciari auf der Bühne des Gran Teatre del Liceu von Barcelona.
Es ist nicht bekannt, wann sie den in Turin geborenen Tenor Pedro Tabanelli (1885–1956) heiratete. Doch inmitten des Ersten Weltkriegs, im Mai 1916, verlagerte das Sängerehepaar seinen Wohnsitz nach Buenos Aires. Am 14. Februar 1925 gastierte sie in Il trovatore von Giuseppe Verdi anlässlich der Eröffnung des Teatro Verdi von Cañada de Gómez in der Provinz Santa Fe. 1929 zog sie sich von der Bühne zurück und widmete sich fortan dem Gesangsunterricht.

## Tondokumente
Es gibt zumindest zwei Arienaufnahmen ihrer Stimme:
- 1909 „Mi chiamano Mimì“ aus Puccinis La Bohème
- 1913 „Vissi d'arte, vissi d'amore“ aus Puccinis Tosca[5]

Kutsch/Riemens schreiben: „Sie sang auf Edison-Platten und -Zylindern (1910), auf Fonografia Nazionale (um 1920) und auf Pathé-Schallplatten.“

## Quelle
- Karl-Josef Kutsch, Leo Riemens: Großes Sängerlexikon. Band 1: Aarden–Castles. Seite 23. Saur, München 2003, ISBN 978-3-598-44088-5.